# El semejante a sí mismo
El semejante a sí mismo es una comedia de Juan Ruiz de Alarcón, publicada originalmente en la Parte primera de las comedias de don Iuan Rvyz de Alarcón y Mendoza (Madrid, por Iuan Gonçalez, a costa de Alonso Pérez, 1628).

## Análisis
Es una de las primeras obras de Alarcón, escrita probablemente durante su estancia en Sevilla, pues el argumento se desarrolla en el ámbito mercantil de la ciudad. Ha sido criticada por ser una «comedia de mero entretenimiento, mal trazada, con situaciones demasiado libres, escasa de unidad de acción, falta de interés; en fin, todos los defectos de una primera obra». A pesar de que no consigue una perfecta armonía entre forma y asunto, Alarcón logra dominar la acción y el carácter de sus personajes en esta comedia de enredo, lo que perfeccionará más adelante en obras como La verdad sospechosa.
Algunos críticos la clasifican como una comedia de intención moralizante, aunque también puede verse como una pieza mixta de intriga y carácter, que gira en torno a las veleidades amorosas de dos jóvenes. Es una de las piezas menos conocidas de Alarcón, y se puede catalogar como un drama orientado hacia el enredo. La mayoría de los estudiosos coinciden en afirmar que se trata de una de las primeras obras de Juan Ruiz de Alarcón —representada antes de 1621 y escrita, probablemente, en 1606—, pues su estilo es el de un nivel amoroso muy superficial, que retarda el manejo de la acción a base de complicadas escenas que terminan en un matrimonio. No se aparta, así, del modelo impuesto por Lope y sus comedias de enredos.
Guarda cierta relación estilística con la novela corta El curioso impertinente, cuyo autor, Miguel de Cervantes Saavedra, intercala en la primera parte de El ingenioso hidalgo don Quixote de la Mancha. Sergio Fernández, reconocido especialista en la vida y obra del dramaturgo taxqueño, indica que El semejante a sí mismo puede ser una adaptación de la citada novela de Cervantes.